# Liste der Stationen der S-Bahn Nürnberg

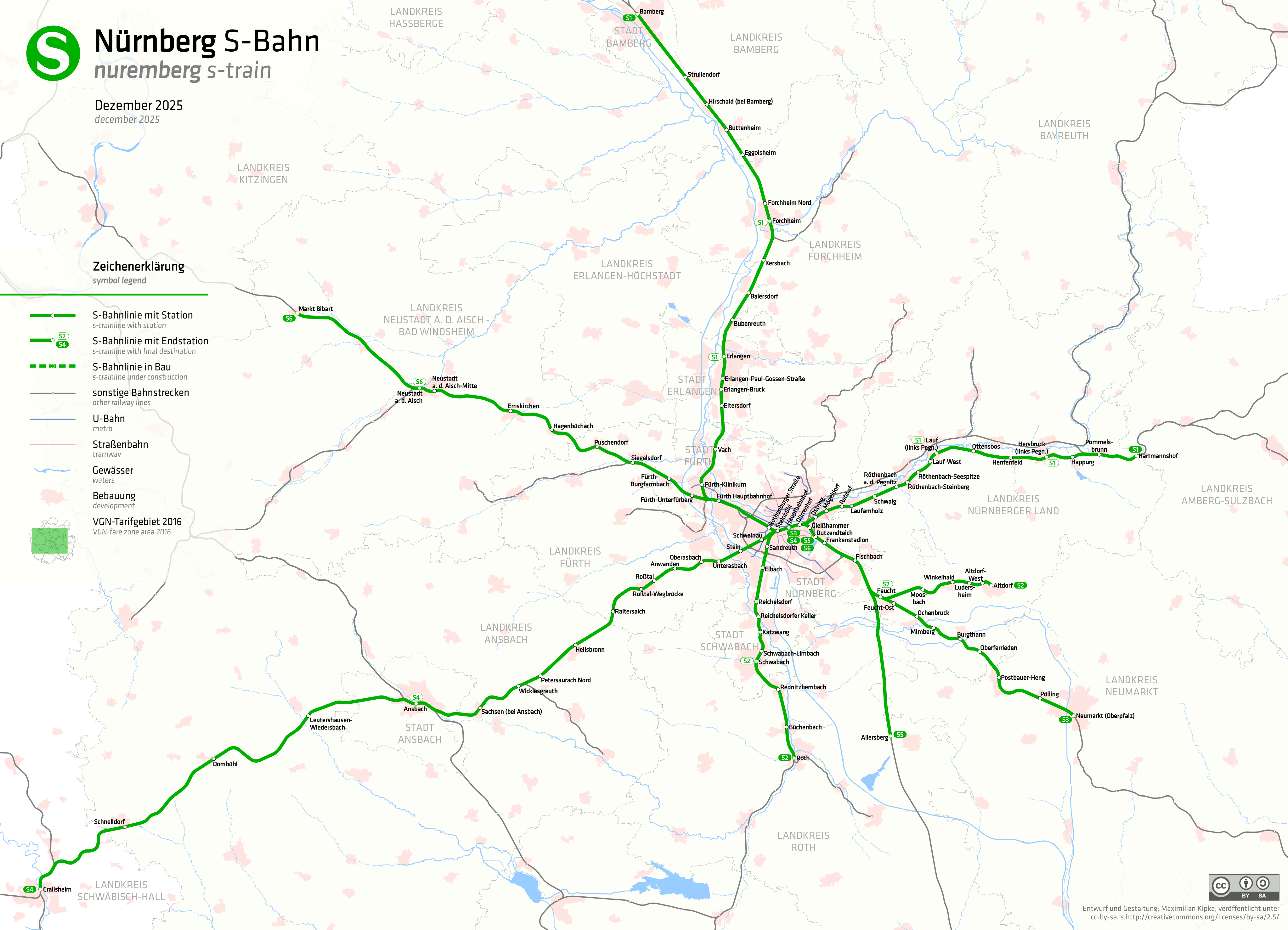
Streckennetz der Nürnberger S-Bahn

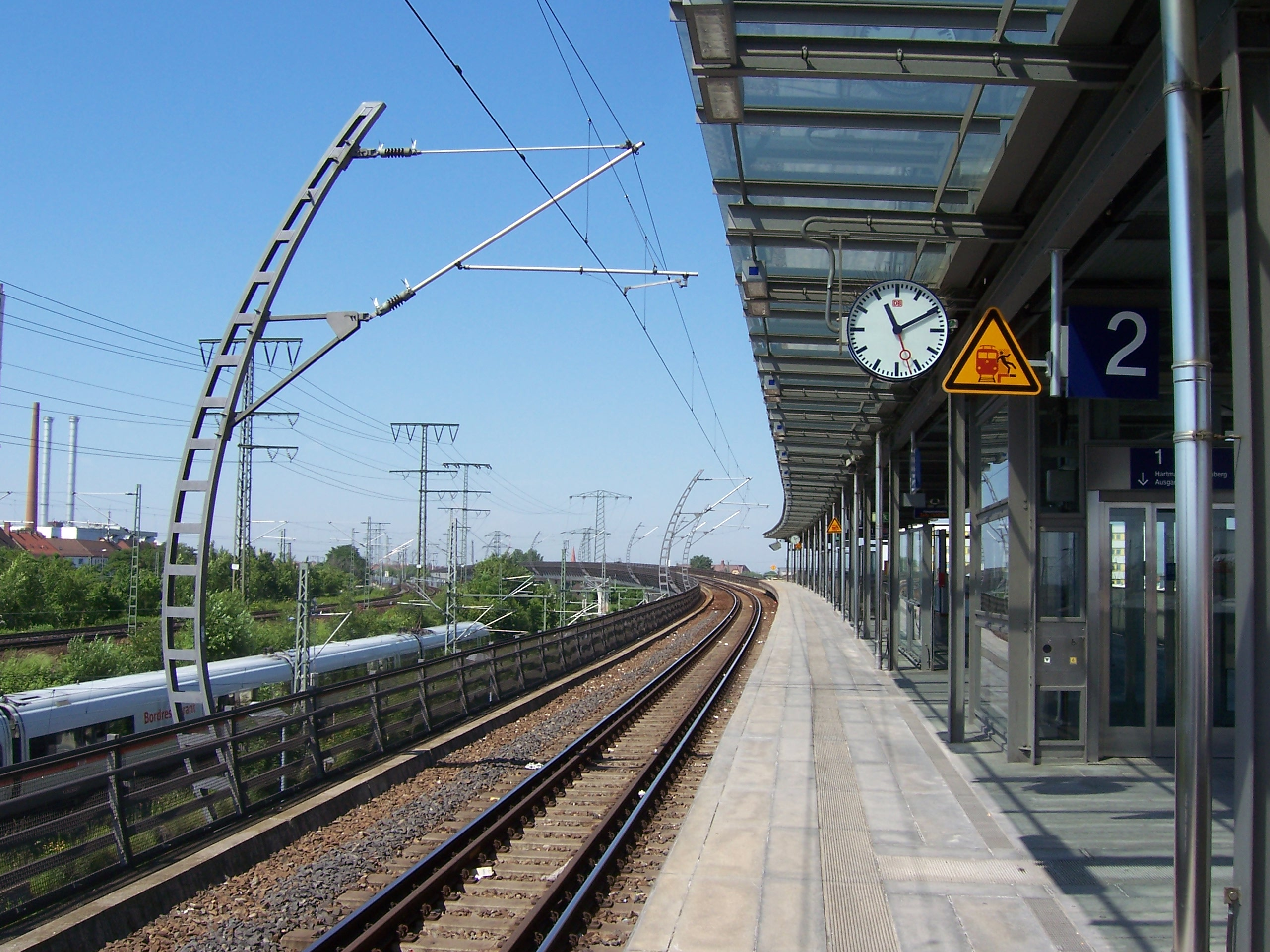
S-Bahn-Station Steinbühl

Diese Liste der Stationen der S-Bahn Nürnberg führt alle ehemaligen, aktuellen und geplanten Haltestellen der Nürnberger S-Bahn auf.
Das von der DB Regio Franken im Rahmen des Verkehrsverbundes Großraum Nürnberg (VGN) betriebene, 1987 eröffnete S-Bahn-Netz ist ungefähr 305,7 Kilometer groß. Derzeit werden von sechs Linien 93 Stationen bedient, von denen 19 auf dem Stadtgebiet Nürnbergs liegen. Die weiteren Haltestellen verteilen sich auf die fünf kreisfreien Städte Fürth (5), Erlangen (4), Schwabach (2), Ansbach und Bamberg (je 1), sowie auf die neun Landkreise Nürnberger Land (23), Fürth (8), Ansbach (8), Neustadt an der Aisch-Bad Windsheim (5), Roth (4), Bamberg (3), Forchheim (4), Neumarkt (3) sowie Erlangen-Höchstadt (2). Eine Station befindet sich im Landkreis Schwäbisch Hall im Bundesland Baden-Württemberg. Innerhalb dieses Artikels werden erst in zwei kleineren Tabellen Daten zu allen Linien dargestellt, danach folgt die Liste mit allen ehemaligen, aktuellen und geplanten Stationen. Stillgelegte oder noch nicht in Betrieb genommene Haltestellen sind dort grau hinterlegt.

## Übersicht

### Linien
Diese Tabelle gibt Auskunft über die Länge, die Anzahl der Stationen sowie die die Fahrzeiten der Linien. Die angegebene Fahrzeit entspricht dem Durchschnitt der Fahrzeiten für Hin- und Rückfahrt und kann deswegen und aufgrund seltener Zugfahrten mit kürzeren/längeren Fahrzeiten leicht abweichen.
| Linie | Von          | Bis                  | Durchschnittlicher Haltestellenabstand in m | Länge in km | Haltestellen | Fahrzeit in min | Durchschnitts- geschwindigkeit in km/h |
| ----- | ------------ | -------------------- | ------------------------------------------- | ----------- | ------------ | --------------- | -------------------------------------- |
| S1    | Bamberg      | Neumarkt (Oberpf)    | 3.659                                       | 98,8        | 28           | 97              | 61,1                                   |
| S2    | Roth         | Hartmannshof         | 1.875                                       | 52,5        | 29           | 75              | 42,0                                   |
| S3    | Hauptbahnhof | Altdorf              | 2.191                                       | 24,1        | 12           | 29              | 49,9                                   |
| S4    | Hauptbahnhof | Crailsheim           | 5.347                                       | 90,9        | 18           | 84              | 64,9                                   |
| S5    | Hauptbahnhof | Allersberg (Rothsee) | 25.400                                      | 25,4        | 2            | 15              | 101,6                                  |
| S6    | Hauptbahnhof | Neustadt (Aisch)     | 4.090                                       | 40,9        | 10           | 37              | 66,3                                   |

### Bahnhöfe
In dieser Tabelle sind alle von einer Linie angefahrenen Stationen aufgeführt. Geplante Haltestellen sind kursiv, als Endhaltestellen genutzte Stationen (Ende der Linien bzw. tageszeitabhängig des 20-, 40- oder 60-Minuten-Taktes) fett geschrieben.
| Linie | Bahnhöfe |
| ----- | --- |
| S1    | Bamberg – Strullendorf – Hirschaid – Buttenheim – Eggolsheim – Forchheim Nord – Forchheim – Kersbach – Baiersdorf – Bubenreuth – Erlangen – Paul-Gossen-Straße – Bruck – Eltersdorf – Vach – Fürth-Klinikum – Fürth Hauptbahnhof – Rothenburgerstraße – Steinbühl – Nürnberg Hauptbahnhof – Feucht – Feucht Ost – Ochenbruck – Mimberg – Burgthann – Oberferrieden – Postbauer-Heng – Pölling – Neumarkt (Oberpf)    |
| S2    | Roth – Büchenbach – Rednitzhembach – Schwabach – Limbach – Katzwang – Reichelsdorfer Keller – Reichelsdorf – Eibach – Sandreuth – Steinbühl – Nürnberg Hauptbahnhof – Dürrenhof – Ostring – Mögeldorf – Rehhof – Laufamholz – Schwaig – Röthenbach (Pegnitz) – Steinberg – Seespitze – Lauf West – Lauf (links Pegnitz) – Ottensoos – Henfenfeld – Hersbruck (links Pegnitz) – Happurg – Pommelsbrunn – Hartmannshof |
| S3    | Nürnberg Hauptbahnhof – Dürrenhof – Gleißhammer – Dutzendteich – Frankenstadion – Fischbach – Feucht – Feucht-Moosbach – Winkelhaid – Ludersheim – Altdorf West – Altdorf |
| S4    | Nürnberg Hauptbahnhof – Schweinau – Stein – Unterasbach – Oberasbach – Anwanden – Roßtal – Roßtal Wegbrücke – Raitersaich – Heilsbronn – Petersaurach Nord – Wicklesgreuth – Sachsen – Ansbach – Leutershausen-Wiedersbach – Dombühl – Schnelldorf – Crailsheim |
| S5    | Nürnberg Hauptbahnhof – Allersberg (Rothsee) |
| S6    | Nürnberg Hauptbahnhof – Fürth Hauptbahnhof – Unterfürberg – Burgfarrnbach – Siegelsdorf – Puschendorf – Hagenbüchach – Emskirchen – Neustadt (Aisch) Mitte – Neustadt (Aisch) (← Markt Bibart (zwei Züge am Morgen Richtung Nürnberg)) |

## Legende
- Station (Abk.): Name des S-Bahnhofs, Abkürzung im Betriebsstellenverzeichnis sowie Koordinaten mit Link zu Lagekarten
- : Link zu Lagekarten
- Eröffnung: Datum der Eröffnung der Haltestelle
- Beginn S-Bahn-Betrieb: Beginn des regulären S-Bahn-Betriebes; dies entspricht dem Datum, ab dem die Station regelmäßig bedient wurde
- Linien: An der Station haltende S-Bahn-Linien
- Art: Art der Betriebsstelle bzw. der Haltestelle
  - Bf = Bahnhof
  - Hp = Haltepunkt
  - Bft = Bahnhofsteil
- Gl.: Anzahl der Bahnsteiggleise der Haltestelle, die planmäßig für den S-Bahn-Betrieb genutzt werden
- Bahnsteige: Art der Bahnsteige (Mittel- oder Seitenbahnsteig, Spanische Lösung etc.)
- : Umsteigemöglichkeit zum Fernverkehr der Deutschen Bahn
- : Umsteigemöglichkeit zum Regionalverkehr
- : Umsteigemöglichkeit zur U-Bahn
- : Umsteigemöglichkeit zur Straßenbahn
- : Umsteigemöglichkeit zu Bussen des Stadtbus Nürnberg, Stadtbus Erlangen, Stadtbus Fürth, Stadtbus Forchheim, Stadtbus Neumarkt, Stadtbus Bamberg, NightLiners, DB Frankenbusses, DB Busverkehr Bayern oder des DB Ostbayernbusses
- Besonderheiten, Anmerkungen, Sehenswürdigkeiten und wichtige Punkte: Besonderheiten des Bahnhofs sowie wichtige Gebäude und Plätze der Umgebung
- Stadtteil/Ort: Ort und Landkreis bzw. Nürnberger bzw. Fürther Stadtteil, in dem die S-Bahn-Station liegt
- Bild: Hier befindet sich ein Bild, falls eines vorhanden ist.
- Link: Link zum jeweiligen Eintrag in der Stationsdatenbank der Deutschen Bahn auf bahnhof.de

## Liste der Stationen
| Station (Abk.) Lage                  | Eröffnung     | Beginn S-Bahn-Betrieb | Linien                      | Art | Gl.   | Bahnsteige                      |  | Regionalverkehr | U-Bahn | Straßenbahn | Bus | Besonderheiten, Anmerkungen, Sehenswürdigkeiten und wichtige Punkte | Stadtteil bzw. Ort u. Landkreis                                         | Bild           | Link |
|                                      |               |                       |                             |     |       |                                 |  |                 |        |             |     | |                                                                         |                |      |
| ------------------------------------ | ------------- | --------------------- | --------------------------- | --- | ----- | ------------------------------- |  | --------------- | ------ | ----------- | --- | --- | ----------------------------------------------------------------------- | -------------- | ---- |
| Allersberg (Rothsee) (NALB) ·        | 10. Dez. 2006 | 14. Juni 2020         | S5                          | Bf  | 1     | Seitenbahnsteig                 |  | Regionalverkehr |        |             | Bus | Rothsee | Allersberg (Landkreis Roth)                                             | weitere Bilder |      |
| Altdorf (b Nürnberg) (NAD) ·         | 15. Okt. 1878 | 22. Nov. 1992         | S3                          | Bf  | 2     | Mittelbahnsteig                 |  |                 |        |             | Bus | St. Laurentius, Pflegschloss Altdorf | Altdorf bei Nürnberg (Landkreis Nürnberger Land)                        | weitere Bilder |      |
| Altdorf West (NADW) ·                | 22. Nov. 1992 | 22. Nov. 1992         | S3                          | Hp  | 1     | Seitenbahnsteig                 |  |                 |        |             | Bus | Teufelskirche | Altdorf bei Nürnberg (Landkreis Nürnberger Land)                        | weitere Bilder |      |
| Ansbach (NAN) ·                      | 1. Juni 1859  | 12. Dez. 2010         | S4                          | Bf  | 2     | Mittelbahnsteig                 |  | Regionalverkehr |        |             | Bus | Residenz Ansbach, Orangerie, St. Gumbertus, Synagoge Ansbach | Ansbach                                                                 | weitere Bilder |      |
| Anwanden (NAWN) ·                    | 15. Mai 1875  | 12. Dez. 2010         | S4                          | Hp  | 2     | Seitenbahnsteig                 |  |                 |        |             | Bus | Wolfgangshof | Zirndorf-Anwanden (Landkreis Fürth)                                     |                |      |
| Baiersdorf (NBD) ·                   | 1. Sep. 1844  | 12. Dez. 2010         | S1                          | Bf  | 2     | Mittelbahnsteig                 |  |                 |        |             | Bus | Meerrettich-Museum, Jüdischer Friedhof | Baiersdorf (Landkreis Erlangen-Höchstadt)                               | weitere Bilder |      |
| Bamberg (NBA) ·                      | 1. Sep. 1844  | 12. Dez. 2010         | S1                          | Bf  | 2     | Mittelbahnsteig                 |  | Regionalverkehr |        |             | Bus | UNESCO-Weltkulturerbe Altstadt Bamberg (u. a. Neue Residenz, Altes Rathaus, Bamberger Dom), Gärtner- und Häckermuseum | Bamberg                                                                 | weitere Bilder |      |
| Bubenreuth (NBTH) ·                  | 1. Sep. 1844  | 12. Dez. 2010         | S1                          | Hp  | 2     | Seitenbahnsteig                 |  |                 |        |             | Bus | | Bubenreuth (Landkreis Erlangen-Höchstadt)                               | weitere Bilder |      |
| Büchenbach (NBUE) ·                  | 9. Mai 1875   | 9. Juni 2001          | S2                          | Hp  | 2     | Mittelbahnsteig                 |  |                 |        |             | Bus | | Büchenbach (Landkreis Roth)                                             | weitere Bilder |      |
| Burgthann (NBUT) ·                   | 1. Dez. 1871  | 12. Dez. 2010         | S1                          | Hp  | 2     | Seitenbahnsteig                 |  |                 |        |             | Bus | Burg Thann, Ludwig-Donau-Main-Kanal, Glockenturm von Schwarzenbach | Burgthann (Landkreis Nürnberger Land)                                   | weitere Bilder |      |
| Buttenheim (NBT) ·                   | 1. Sep. 1844  | 12. Dez. 2010         | S1                          | Bf  | 2     | Seitenbahnsteig                 |  | 3               |        |             | Bus | Levi-Strauss-Museum, St. Georgen-Bräu, Löwenbräu Buttenheim, Schloss Buttenheim | Altendorf (Landkreis Bamberg)                                           | weitere Bilder |      |
| Crailsheim (TC) ·                    | 15. Nov. 1866 | 15. Dez. 2024         | S4                          | Bf  | 4     | Seitenbahnsteig                 |  | Regionalverkehr |        |             | Bus | | Crailsheim (Landkreis Schwäbisch Hall)                                  | weitere Bilder |      |
| Dombühl (NDB) ·                      | 15. Juni 1875 | 10. Dez. 2017         | S4                          | Bf  | 2     | Mittelbahnsteig                 |  | Regionalverkehr |        |             | Bus | | Dombühl (Landkreis Ansbach)                                             | weitere Bilder |      |
| Eggolsheim (NEO) ·                   | 1. Sep. 1844  | 12. Dez. 2010         | S1                          | Bf  | 2     | Seitenbahnsteig                 |  | 3               |        |             | Bus | | Eggolsheim (Landkreis Erlangen-Höchstadt)                               | weitere Bilder |      |
| Eltersdorf (NEF) ·                   | 1. Sep. 1844  | 12. Dez. 2010         | S1                          | Hp  | 2     | Seitenbahnsteig                 |  |                 |        |             | Bus | Egidienkirche, Königsmühle | Erlangen-Eltersdorf                                                     | weitere Bilder |      |
| Emskirchen (NEK) ·                   | 19. Juni 1865 | 12. Dez. 2021         | S6                          | Bf  | 2     | Seitenbahnsteig                 |  | Regionalverkehr |        |             | Bus | Aurachtalbrücke Emskirchen, Burgruine Schauerberg, Rundfunkmuseum Schloss Brunn | Emskirchen                                                              | weitere Bilder |      |
| Erlangen (NER) ·                     | 1. Sep. 1844  | 12. Dez. 2010         | S1                          | Bf  | 2     | Seitenbahnsteig                 |  | Regionalverkehr |        |             | Bus | Schlossanlage Erlangen (u. a. Schloss, Schloss- und Marktplatz, Schlossgarten, Orangerie), Markgrafentheater, Friedrich-Alexander-Universität Erlangen-Nürnberg | Erlangen-Innenstadt                                                     | weitere Bilder |      |
| Erlangen-Bruck (NERB) ·              | 1. Sep. 1844  | 12. Dez. 2010         | S1                          | Bf  | 2     | Mittelbahnsteig                 |  |                 |        |             | Bus | St. Peter und Paul, Brucker Lache | Erlangen-Bruck                                                          | weitere Bilder |      |
| Erlangen Paul-Gossen-Straße (NERS) · | 13. Dez. 2015 | 13. Dez. 2015         | S1                          | Hp  | 2     | Mittelbahnsteig                 |  |                 |        |             | Bus | Siemens | Erlangen-Bruck                                                          | weitere Bilder |      |
| Feucht (NFT) ·                       | 1. Dez. 1871  | 22. Nov. 1992         | S1 · S3                     | Bf  | 3     | Seiten- und Mittelbahnsteig     |  |                 |        |             | Bus | Pfinzingschloss, Hermann-Oberth-Raumfahrt-Museum, Zeidlerschloss, Tucherschloss | Feucht (Landkreis Nürnberger Land)                                      | weitere Bilder |      |
| Feucht-Moosbach (NFTM) ·             | 22. Nov. 1992 | 22. Nov. 1992         | S3                          | Hp  | 1     | Seitenbahnsteig                 |  |                 |        |             |     | Hubertusbrunnen | Feucht-Moosbach (Landkreis Nürnberger Land)                             | weitere Bilder |      |
| Feucht Ost (NFTO) ·                  | 12. Dez. 2010 | 12. Dez. 2010         | S1                          | Hp  | 2     | Seitenbahnsteig                 |  |                 |        |             |     | Pfinzingschloss, Hermann-Oberth-Raumfahrt-Museum, Zeidlerschloss, Tucherschloss | Feucht (Landkreis Nürnberger Land)                                      | weitere Bilder |      |
| Fischbach (b Nürnberg) (NFI) ·       | 30. Mai 1896  | 12. Nov. 1992         | 4                           | Hp  | 2     | Seitenbahnsteig                 |  |                 |        |             | Bus | Romanische Rundkapelle, Herrensitz, Pellerschloss | Nürnberg-Altenfurt                                                      | weitere Bilder |      |
| Forchheim (Oberfr) (NFO) ·           | 1. Sep. 1844  | 12. Dez. 2010         | S1                          | Bf  | 2     | Mittelbahnsteig                 |  | Regionalverkehr |        |             | Bus | Rathaus Forchheim, Burg Forchheim, Archäologiemuseum Oberfranken, Brauerei Hebendanz, Brauerei Neder, Brauerei Greif | Forchheim (Landkreis Forchheim)                                         | weitere Bilder |      |
| Forchheim Nord ·                     | 15. Dez. 2024 | 15. Dez. 2024         | S1                          |     | 2     | Mittelbahnsteig                 |  |                 |        |             | Bus | | Forchheim (Landkreis Forchheim)                                         |                |      |
| Fürth-Burgfarrnbach (NFBB) ·         | 19. Juni 1865 | 12. Dez. 2021         | S6                          | Hp  | 2     | Seitenbahnsteig                 |  | Regionalverkehr |        |             |     | Museum Frauenkultur im Schloss Burgfarrnbach, St. Johannes der Täufer | Fürth-Burgfarrnbach                                                     |                |      |
| Fürth (Bay) Hauptbahnhof (NF) ·      | 1. Okt. 1862  | 12. Dez. 2010         | S1 · S6                     | Bf  | 5     | Mittelbahnsteig                 |  | Regionalverkehr | U-Bahn |             | Bus | Stadttheater Fürth, Comödie Fürth, Rathaus, Jüdisches Museum Franken, Stadtmuseum, Hornschuchpromenade, Ludwig Erhard Zentrum, Siebenbogenbrücke | Fürth-Innenstadt                                                        | weitere Bilder |      |
| Fürth-Klinikum (NFKL) ·              | 1. Aug. 1876  | 12. Dez. 2010         | S1                          | Hp  | 2     | Mittelbahnsteig                 |  |                 | U-Bahn |             | Bus | Klinikum Fürth, Klinik für Psychiatrie und Psychotherapie Fürth | Fürth-Unterfarrnbach                                                    | weitere Bilder |      |
| Fürth-Unterfürberg (NFUF) ·          | 19. Juni 1865 | 12. Dez. 2021         | S6                          | Hp  | 2     | Seitenbahnsteig                 |  | Regionalverkehr |        |             |     | | Fürth-Unterfürberg                                                      | weitere Bilder |      |
| Hagenbüchach (NHBU) ·                | 19. Juni 1865 | 12. Dez. 2021         | S6                          | Bf  | 2     | Seitenbahnsteig                 |  |                 |        |             | Bus | St. Kilianskirche, Jakoberhaus | Hagenbüchach                                                            | weitere Bilder |      |
| Happurg (NHAP) ·                     | 12. Dez. 2010 | 12. Dez. 2010         | S2                          | Hp  | 2     | Seitenbahnsteig                 |  |                 |        |             | Bus | Pumpspeicherkraftwerk, Happurger See | Happurg (Landkreis Nürnberger Land)                                     |                |      |
| Hartmannshof (NHS) ·                 | 12. Dez. 1859 | 12. Dez. 2010         | S2                          | Bf  | 1     | Mittelbahnsteig                 |  | Regionalverkehr |        |             | Bus | Höhlenruine von Hunas | Hartmannshof (Landkreis Nürnberger Land)                                | weitere Bilder |      |
| Heilsbronn (NHE) ·                   | 15. Mai 1875  | 12. Dez. 2010         | S4                          | Bf  | 2     | Seitenbahnsteig                 |  | Regionalverkehr |        |             | Bus | Kloster Heilsbronn, Fleischmann, FEGA & Schmitt Elektrogroßhandel, Kupfer, Ortlieb Sportartikel | Heilsbronn (Landkreis Ansbach)                                          | weitere Bilder |      |
| Henfenfeld (NBTH) ·                  | 9. Mai 1859   | 12. Dez. 2010         | S2                          | Hp  | 2     | Seitenbahnsteig                 |  |                 |        |             | Bus | Burg Henfenfeld | Henfenfeld (Landkreis Nürnberger Land)                                  | weitere Bilder |      |
| Hersbruck (links Pegnitz) (NHL) ·    | 9. Mai 1859   | 12. Dez. 2010         | S2                          | Bf  | 2     | Seitenbahnsteig                 |  | 2               |        |             | Bus | Schloss Hersbruck, Deutsches Hirtenmuseum | Hersbruck (Landkreis Nürnberger Land)                                   | weitere Bilder |      |
| Hirschaid (NHI) ·                    | 1. Sep. 1844  | 12. Dez. 2010         | S1                          | Bf  | 2     | Seitenbahnsteig                 |  | Regionalverkehr |        |             | Bus | | Hirschaid (Landkreis Bamberg)                                           | weitere Bilder |      |
| Katzwang (NKG) ·                     |               | 9. Juni 2001          | S2                          | Hp  | 1     | Seitenbahnsteig                 |  |                 |        |             | Bus | Wehrkirche Katzwang | Nürnberg-Katzwang                                                       | weitere Bilder |      |
| Kersbach (NKCH) ·                    | 1. Sep. 1844  | 12. Dez. 2010         | S1                          | Hp  | 2     | Seitenbahnsteig                 |  |                 |        |             | Bus | | Forchheim-Kersbach (Landkreis Forchheim)                                | weitere Bilder |      |
| Lauf (links Pegnitz) (NLL) ·         | 9. Mai 1859   | 26. Sep. 1987         | S2                          | Bf  | 2     | Mittelbahnsteig                 |  | 2               |        |             | Bus | Dehnberger Hof Theater, Industriemuseum, Johanniskirche, Wenzelschloss | Lauf an der Pegnitz (Landkreis Nürnberger Land)                         | weitere Bilder |      |
| Lauf West (NLLW) ·                   | 26. Sep. 1987 | 26. Sep. 1987         | S2                          | Hp  | 2     | Seitenbahnsteig                 |  |                 |        |             | Bus | Thomas Sabo | Lauf an der Pegnitz (Landkreis Nürnberger Land)                         |                |      |
| Leutershausen-Wiedersbach (NLWI) ·   | 10. Dez. 2017 | 10. Dez. 2017         | S4                          | Hp  | 2     | Seitenbahnsteig                 |  | Regionalverkehr |        |             | Bus | St. Johannis Baptista | Leutershausen-Wiedersbach (Landkreis Ansbach)                           |                |      |
| Ludersheim (NLHM) ·                  | 15. Okt. 1878 | 22. Nov. 1992         | S3                          | Hp  | 2     | Seitenbahnsteig                 |  |                 |        |             |     | Rumpelbachschlucht | Altdorf bei Nürnberg-Ludersheim (Landkreis Nürnberger Land)             | weitere Bilder |      |
| Markt Bibart (NMB) ·                 | 19. Juni 1865 | 12. Dez. 2021         | S6                          | Bf  | 1     | Seitenbahnsteig                 |  | Regionalverkehr |        |             | Bus | | Markt Bibart                                                            | weitere Bilder |      |
| Mimberg (NMIM) ·                     | 1. Dez. 1871  | 12. Dez. 2010         | S1                          | Hp  | 2     | Seitenbahnsteig                 |  |                 |        |             | Bus | | Burgthann-Mimberg (Landkreis Nürnberger Land)                           | weitere Bilder |      |
| Neumarkt (Oberpf) (NNT) ·            | 1. Sep. 1844  | 12. Dez. 2010         | S1                          | Bf  | 2     | Mittelbahnsteig                 |  | Regionalverkehr |        |             | Bus | Pfalzgrafenschloss, Landesgartenschaugelände, Wallfahrtskirche Maria Hilf, Burgruine Wolfstein, Museum Lothar Fischer, Museum für historische Maybach-Fahrzeuge | Neumarkt in der Oberpfalz (Landkreis Neumarkt in der Oberpfalz)         | weitere Bilder |      |
| Neustadt (Aisch) (NNA) ·             | 19. Juni 1865 | 12. Dez. 2021         | S6                          | Bf  | 1     | Mittelbahnsteig                 |  | Regionalverkehr |        |             | Bus | | Neustadt an der Aisch                                                   | weitere Bilder |      |
| Neustadt (Aisch) Mitte (NNAM) ·      | 10. Dez. 2012 | 12. Dez. 2021         | S6                          | Hp  | 2     | Seitenbahnsteig                 |  |                 |        |             | Bus | Stadttore und Felsenkeller, Rathaus und Marktplatz, Altes Schloss, Neues Schloss, St. Johannes der Täufer, St. Johannis Enthauptung, Stadtmauer und Türme | Neustadt an der Aisch                                                   | weitere Bilder |      |
| Nürnberg-Dürrenhof (NDHF) ·          | 29. Sep. 1990 | 29. Sep. 1990         | 4                           | Hp  | 2     | Mittelbahnsteig                 |  |                 |        | Straßenbahn | Bus | Technische Hochschule Nürnberg Georg Simon Ohm, Wöhrder See, Konrad-Adenauer-Brücke, Wohnanlage Norikus, Kunstverein Nürnberg, Milchhof Nürnberg, Maria-Ward-Schule | Nürnberg-Gleißbühl/Tullnau                                              | weitere Bilder |      |
| Nürnberg-Dutzendteich (NDTH) ·       | 1. Dez. 1871  | 22. Nov. 1992         | 4                           | Hp  | 2     | Mittelbahnsteig                 |  |                 |        |             | Bus | Dutzendteich, Dokumentationszentrum Reichsparteitagsgelände, Serenadenhof der Nürnberger Symphoniker, Reichsparteitagsgelände, Friedrich-Alexander-Universität Erlangen-Nürnberg, Luitpoldhain | Nürnberg-Dutzendteich                                                   | weitere Bilder |      |
| Nürnberg-Eibach (NNES) ·             | 15. Okt. 1877 | 9. Juni 2001          | S2                          | Bf  | 2     | Seitenbahnsteig                 |  |                 |        |             | Bus | Sigmund-Schuckert-Gymnasium, Hafen | Nürnberg-Eibach                                                         | weitere Bilder |      |
| Nürnberg-Frankenstadion (NSTD) ·     | 22. Nov. 1992 | 22. Nov. 1992         | 1 4                         | Bf  | 2 3 1 | Mittelbahnsteig                 |  | 1               |        |             | Bus | Max-Morlock-Stadion, Arena Nürnberger Versicherung, Reichsparteitagsgelände, Teambank, Club-Museum | Nürnberg-Dutzendteich/Zerzabelshof                                      | weitere Bilder |      |
| Nürnberg-Gleißhammer (NGLH) ·        | 1920          | 22. Nov. 1992         | 4                           | Hp  | 2     | Mittelbahnsteig                 |  |                 |        |             | Bus | Zeltnerschloss | Nürnberg-Gleißhammer                                                    | weitere Bilder |      |
| Nürnberg Hauptbahnhof (NN) ·         | 1. Okt. 1844  | 26. Sep. 1987         | S1 · S2 · S3 · S4 · S5 · S6 | Bf  | 8     | Seiten- und Mittelbahnsteig     |  | Regionalverkehr | U-Bahn | Straßenbahn | Bus | Staatstheater Nürnberg, Verkehrsmuseum, Stadtmauer (Nürnberg), Handwerkerhof, St. Martha, St. Klara, Mauthalle, St. Lorenz, Nassauer Haus, Germanisches Nationalmuseum, Kunstbunker – forum für zeitgenössische kunst, KunstKulturQuartier, Naturhistorisches Museum, Neues Museum, Gewerbemuseum Nürnberg, Stadtbibliothek Nürnberg | Nürnberg-Tafelhof                                                       | weitere Bilder |      |
| Nürnberg-Laufamholz (NNLH) ·         | 8. Aug. 1878  | 26. Sep. 1987         | S2                          | Hp  | 2     | Seitenbahnsteig                 |  |                 |        |             |     | Schlossruine Oberbürg, Industriegut Hammer | Nürnberg-Laufamholz                                                     | weitere Bilder |      |
| Nürnberg-Mögeldorf (NNMO) ·          | 9. Mai 1859   | 26. Sep. 1987         | S2                          | Bf  | 2     | Mittelbahnsteig                 |  |                 |        | Straßenbahn | Bus | Tiergarten Nürnberg, Wöhrder See | Nürnberg-Mögeldorf                                                      | weitere Bilder |      |
| Nürnberg-Ostring (NNOS) ·            | 26. Sep. 1987 | 26. Sep. 1987         | S2                          | Hp  | 2     | Mittelbahnsteig                 |  |                 |        |             | Bus | Business Tower Nürnberg | Nürnberg-Tullnau/Gleißhammer/Mögeldorf                                  | weitere Bilder |      |
| Nürnberg-Rehhof (NNRH) ·             | 26. Sep. 1987 | 26. Sep. 1987         | S2                          | Hp  | 2     | Seitenbahnsteig                 |  |                 |        |             |     | Schloss Unterbürg, Schloss Oberbürg | Nürnberg-Rehhof                                                         | weitere Bilder |      |
| Nürnberg-Reichelsdorf (NNRE) ·       | 1. Apr. 1849  | 9. Juni 2001          | S2                          | Hp  | 2     | Mittelbahnsteig                 |  |                 |        |             | Bus | Hafen Nürnberg | Nürnberg-Reichelsdorf                                                   | weitere Bilder |      |
| Nürnberg Rothenburgerstraße (NNRS) · | 1. Okt. 1894  | 12. Dez. 2010         | S1                          | Hp  | 1     | Seitenbahnsteig                 |  |                 | U-Bahn |             |     | Gostner Hoftheater, Rochusfriedhof, Nicolaus-Copernicus-Planetarium, Plärrerhochhaus, Volksbad Nürnberg, DATEV, Kirche und Kirchhof St. Leonhard, Villa Leon | Nürnberg-Gostenhof/St. Leonhard                                         | weitere Bilder |      |
| Nürnberg-Sandreuth (NNSR) ·          | 1. Okt. 1894  | 9. Juni 2001          | S2                          | Hp  | 1     | Seitenbahnsteig                 |  |                 |        |             | Bus | Heizkraftwerk Sandreuth, Garnisonmuseum Nürnberg | Nürnberg-Sandreuth                                                      | weitere Bilder |      |
| Nürnberg-Schweinau (NNSW) ·          | 15. Mai 1875  | 12. Dez. 2010         | S4                          | Bf  | 2     | Seitenbahnsteig                 |  | 2               | U-Bahn |             | Bus | Fernmeldeturm Nürnberg | Nürnberg-Schweinau                                                      | weitere Bilder |      |
| Nürnberg-Stein (NNST) ·              | 15. Mai 1875  | 12. Dez. 2010         | S4                          | Bf  | 2     | Mittelbahnsteig                 |  | 2               |        |             |     | Faberpark, Großkraftwerk Franken, Südwestpark, Naturschutzgebiet Hainberg | Nürnberg-Gebersdorf/Röthenbach bei Schweinau                            | weitere Bilder |      |
| Nürnberg-Steinbühl (NNSN) ·          | 5. Sep. 2004  | 5. Sep. 2004          | S1 · S2                     | Hp  | 2     | Seitenbahnsteig auf zwei Ebenen |  |                 |        | Straßenbahn |     | Verkehrsmuseum Nürnberg, Germanisches Nationalmuseum, Staatstheater Nürnberg, Nürnberg Hauptgüterbahnhof | Nürnberg-Steinbühl                                                      | weitere Bilder |      |
| Oberasbach (NOA) ·                   | 15. Mai 1875  | Sep. 2015             | S4                          | Hp  | 2     | Seitenbahnsteig                 |  |                 |        |             | Bus | Naturschutzgebiet Hainberg | Oberasbach (Landkreis Fürth)                                            |                |      |
| Oberferrieden (NOB) ·                | 1. Dez. 1871  | 12. Dez. 2010         | S1                          | Hp  | 2     | Seitenbahnsteig                 |  |                 |        |             | Bus | Gefallenendenkmal | Burgthann-Oberferrieden (Landkreis Nürnberger Land)                     | weitere Bilder |      |
| Ochenbruck (NOK) ·                   | 1. Dez. 1871  | 12. Dez. 2010         | S1                          | Bf  | 2     | Mittelbahnsteig                 |  |                 |        |             | Bus | | Ochenbruck (Landkreis Nürnberger Land)                                  | weitere Bilder |      |
| Ottensoos (NOTS) ·                   | 9. Mai 1859   | 12. Dez. 2010         | S2                          | Hp  | 2     | Seitenbahnsteig                 |  |                 |        |             |     | | Ottensoos (Landkreis Nürnberger Land)                                   |                |      |
| Petersaurach Nord (NPEN) ·           | Sep. 2014     | Sep. 2014             | S4                          | Hp  | 2     | Seitenbahnsteig                 |  |                 |        |             | Bus | St. Peter, RKW-Gruppe | Petersaurach (Landkreis Ansbach)                                        |                |      |
| Pölling (NPG) ·                      | 1. Mai 1896   | 12. Dez. 2010         | S1                          | Hp  | 2     | Seitenbahnsteig                 |  |                 |        |             | Bus | Burgruine Heinrichsbürg | Neumarkt in der Oberpfalz-Pölling (Landkreis Neumarkt in der Oberpfalz) | weitere Bilder |      |
| Pommelsbrunn (NPMH) ·                | 9. Mai 1859   | 12. Dez. 2010         | S2                          | Hp  | 2     | Seitenbahnsteig                 |  |                 |        |             | Bus | Badhaus, Naturkundliches Heimatmuseum, Burgruine Lichtenstein | Pommelsbrunn (Landkreis Nürnberger Land)                                | weitere Bilder |      |
| Postbauer-Heng (NPOH) ·              | 1. Dez. 1871  | 12. Dez. 2010         | S1                          | Bf  | 2     | Seitenbahnsteig                 |  |                 |        |             | Bus | Bucher Höhle, Dillberg-Geotop | Postbauer-Heng (Landkreis Neumarkt in der Oberpfalz)                    | weitere Bilder |      |
| Puschendorf (NPU) ·                  | 19. Juni 1865 | 12. Dez. 2021         | S6                          | Hp  | 2     | Seitenbahnsteig                 |  | Regionalverkehr |        |             | Bus | St. Wolfgang | Puschendorf                                                             |                |      |
| Raitersaich (NRAH) ·                 | 15. Mai 1875  | 12. Dez. 2010         | S4                          | Hp  | 2     | Seitenbahnsteig                 |  |                 |        |             | Bus | | Roßtal-Raitersaich (Landkreis Fürth)                                    | weitere Bilder |      |
| Rednitzhembach (NRCH) ·              | 1. Okt. 1849  | 9. Juni 2001          | S2                          | Hp  | 1     | Seitenbahnsteig                 |  |                 |        |             | Bus | Rednitzhembacher Kunstweg | Rednitzhembach (Landkreis Roth)                                         |                |      |
| Reichelsdorfer Keller (NREK) ·       | 15. Mai 1875  | 12. Dez. 2010         | S2                          | Hp  | 1     | Seitenbahnsteig                 |  |                 |        |             |     | Radrennbahn Reichelsdorfer Keller | Nürnberg-Reichelsdorfer Keller                                          | weitere Bilder |      |
| Roßtal (NRL) ·                       | 15. Mai 1875  | 12. Dez. 2010         | S4                          | Bf  | 2     | Seitenbahnsteig                 |  | Regionalverkehr |        |             | Bus | | Roßtal (Landkreis Fürth)                                                | weitere Bilder |      |
| Roßtal-Wegbrücke (NRW) ·             | 15. Mai 1875  | 12. Dez. 2010         | S4                          | Hp  | 2     | Seitenbahnsteig                 |  |                 |        |             | Bus | St. Laurentius, Schloss Roßtal | Roßtal (Landkreis Fürth)                                                |                |      |
| Roth (NRO) ·                         | 1. Okt. 1849  | 9. Juni 2001          | S2                          | Bf  | 2     | Mittelbahnsteig                 |  | Regionalverkehr |        |             | Bus | Eisenhammer an der Roth, Schloss Ratibor, Altes Rathaus, Leoni AG, Carl Schlenk | Roth (Landkreis Roth)                                                   | weitere Bilder |      |
| Röthenbach (Pegnitz) (NRP) ·         | 8. Aug. 1878  | 26. Sep. 1987         | S2                          | Bf  | 2     | Mittelbahnsteig                 |  |                 |        |             | Bus | Museum für historische Wehrtechnik, Schnackenhof, Moritzberg, Diehl Metall | Röthenbach an der Pegnitz (Landkreis Nürnberger Land)                   | weitere Bilder |      |
| Röthenbach-Seespitze (NRPE) ·        | 26. Sep. 1987 | 26. Sep. 1987         | S2                          | Hp  | 2     | Seitenbahnsteig                 |  |                 |        |             |     | Moritzberg | Röthenbach an der Pegnitz (Landkreis Nürnberger Land)                   |                |      |
| Röthenbach-Steinberg (NRPG) ·        | 26. Sep. 1987 | 26. Sep. 1987         | S2                          | Hp  | 2     | Seitenbahnsteig                 |  |                 |        |             |     | Schnackenhof, Moritzberg | Röthenbach an der Pegnitz (Landkreis Nürnberger Land)                   |                |      |
| Sachsen (b Ansbach) (NSA) ·          | 15. Mai 1875  | 12. Dez. 2010         | S4                          | Hp  | 2     | Seitenbahnsteig                 |  |                 |        |             | Bus | | Sachsen bei Ansbach (Landkreis Ansbach)                                 |                |      |
| Schnelldorf (NSNE) ·                 | 1876          | 15. Dez. 2024         | S4                          | Hp  | 2     | Seitenbahnsteig                 |  | Regionalverkehr |        |             | Bus | | Schnelldorf (Landkreis Ansbach)                                         |                |      |
| Schwabach (NSC) ·                    | 1. Okt. 1849  | 9. Juni 2001          | S2                          | Bf  | 2     | Mittelbahnsteig                 |  | Regionalverkehr |        |             | Bus | Jüdisches Museum Franken, St. Johannes und St. Martin mit dem Schwabacher Altar, Franzosenkirche | Schwabach                                                               | weitere Bilder |      |
| Schwabach-Limbach (NSCL) ·           | 1. Okt. 1849  | 9. Juni 2001          | S2                          | Hp  | 2     | Mittelbahnsteig                 |  |                 |        |             | Bus | | Schwabach-Limbach                                                       |                |      |
| Schwaig (NSAI) ·                     | 8. Aug. 1878  | 26. Sep. 1987         | S2                          | Hp  | 2     | Seitenbahnsteig                 |  |                 |        |             | Bus | Schloss Malmsbach, Schloss Schwaig | Schwaig bei Nürnberg (Landkreis Nürnberger Land)                        |                |      |
| Siegelsdorf (NSDF) ·                 | 19. Juni 1865 | 12. Dez. 2021         | S6                          | Bf  | 2     | Seitenbahnsteig                 |  | Regionalverkehr |        |             | Bus | | Veitsbronn-Siegelsdorf (Landkreis Fürth)                                | weitere Bilder |      |
| Strullendorf (NSU) ·                 | 1. Sep. 1844  | 12. Dez. 2010         | S1                          | Bf  | 2     | Seitenbahnsteig                 |  | 3               |        |             | Bus | Kraftwerk Hirschaid, Sender Bamberg | Strullendorf (Landkreis Bamberg)                                        | weitere Bilder |      |
| Unterasbach (NUA) ·                  | 15. Mai 1875  | 12. Dez. 2010         | S4                          | Hp  | 2     | Seitenbahnsteig                 |  |                 |        |             | Bus | | Oberasbach-Unterasbach (Landkreis Fürth)                                |                |      |
| Vach (NVA) ·                         | 1. Aug. 1876  | 12. Dez. 2010         | S1                          | Hp  | 2     | Seitenbahnsteig                 |  |                 |        |             | Bus | Uvex, Steinkreuz in Stadeln | Fürth-Stadeln                                                           | weitere Bilder |      |
| Wicklesgreuth (NWK) ·                | 9. Mai 1875   | 9. Juni 2001          | S4                          | Hp  | 2     | Seitenbahnsteig                 |  | Regionalverkehr |        |             | Bus | Friedenskirche | Wicklesgreuth (Landkreis Ansbach)                                       | weitere Bilder |      |
| Winkelhaid (NWKH) ·                  | 15. Okt. 1878 | 22. Nov. 1992         | S3                          | Hp  | 1     | Seitenbahnsteig                 |  |                 |        |             | Bus | Kalter Brunnen, Zimmermannskreuz bei Ungelstetten | Winkelhaid (Landkreis Nürnberger Land)                                  | weitere Bilder |      |